# سغدو
سـُغدو نوعی غذا است که در میان مردم لر و مردم لک در استان لرستان پخته می‌شود.

## روش پخت
برای پخت سغدو ابتدا شکم گوسفند یا گوساله پشت و رو کرده و می‌شویند، سپس مقداری برنج خیس خورده را با آب و روغن همراه با آلو بخارا مخلوط می‌کنند و داخل آن ریخته و با سوزن آن را می‌دوزند. سپس آن را درون پاتیل که کمی آب و روغن در آن ریخته شده قرار می‌دهند و روی آتش می‌گذارند تا خوب پخته و دم بکشد.